# International Liaison Committee on Resuscitation
L'International liaison committee on ressucitation (ILCOR) est le comité de liaison international sur la réanimation. C'est un comité de liaison permanent entre différentes associations de secourisme dont le but est d'assurer une coordination en matière de techniques et protocoles de réanimation.

## Missions
Les principaux objectifs de l'ILCOR sont de :
- fournir un espace de discussion et de coordination sur tous les aspects de la réanimation cardio-pulmonaire et cérébrale dans le monde
- encourager la recherche scientifique dans le domaine
- favoriser la diffusion des savoirs et la formation à la réanimation et aux premiers secours
- fournir des moyens de collecte et d'analyse des données scientifiques dans le domaine et permettre leur partage
- produire des recommandations appropriées qui reflètent un consensus international

## Fonctionnement
L'ILCOR se réunit pendant une durée de trois semaines tous les cinq ans, regroupant pour l'occasion des médecins et des secouristes de pratiquement tous les continents.
Les premières recommandations de l'ILCOR datent de 2000.
L'ILCOR définit quatre catégories de gestes :
- Catégorie 1 : gestes réputés incontournables (ex : compressions thoraciques lors du massage cardiaque externe) ;
- Catégorie 2 : gestes réputés intéressants mais moins expérimentés que ceux figurant en première catégorie (ex : la position latérale de sécurité) ;
- Catégorie 3 : gestes réputés définitivement dangereux (ex : méthode de Heimlich sur une victime couchée) ;
- Catégorie 4 : gestes à l'étude.

## Recommandations
L'ILCOR produit ses recommandations sur proposition de l'un des pays ou de l'un des organismes membres après un consensus sur la question.
- points de compression : en 2007, une étude américaine présentant les points de compression comme des gestes dangereux, et aucun médecin ne pouvant opposer d'argument contradictoire, l'ILCOR décide de ne plus prescrire ces gestes dans le cadre des gestes d'urgence.

## Membres
Les principaux membres sont :
- American Heart Association (AHA)
- Fondation des maladies du cœur et de l’AVC du Canada (HSFC)
- Australian and New-Zealand Committee on Resuscitation (ANZCOR)
- Resuscitation Council of South-Africa (RCSA)
- InterAmerican Heart Foundation (IAHF)
- European Resuscitation Council (ERC)